# Ленгли (CV-1)
USS Langley (CV-1/AV-3) е самолетоносач на Военноморските сили на Съединените щати, преустроен от кораб за превоз на въглища „Юпитер“, през 1920 година. Първият кораб с дизел-генераторно задвижване във флота.
Първообраза на самолетоносача е построен на 18 октомври 1911 година в корабостроителницата Mare Island Naval Shipyard, Калифорния, заедно с корабите-близнаци „Циклоп“ и „Нереус“ (по-късно изчезват без следа в Бермудския триъгълник, първия по време на Първата а „Нареус“ по време на Втората световна война).
Участва във Втората световна война, потопен е през февруари 1942 година от Японския имперски флот, близо до острови Ява.